# 荀彧
荀 彧（じゅん いく）は、中国後漢末期の政治家。字は文若（ぶんじゃく）。豫州潁川郡潁陰県（現在の河南省許昌市）の人。『三国志』魏志「荀彧荀攸賈詡伝」、及び『後漢書』「鄭孔荀列伝」に伝がある。
若い頃から才名をうたわれ「王佐の才」と称揚された。後漢末の動乱期においては、後漢朝の実権を握った曹操の下で数々の献策を行い、その覇業を補佐した。しかし、曹操の魏公就任に反対したことで曹操と対立し、晩年は不遇だった。

## 生涯

### 名門荀家
祖父の荀淑（じゅんしゅく、字は季和）は荀子十一世の孫とされる、儒学に精通し、朗陵県令となったが、当時の朝廷を牛耳っていた梁冀一族を批判し、清廉な道を貫いたため、極めて名が高く「神君」と呼ばれ尊敬を集めた。李固や李膺は、荀淑を師として交際した。後漢の順帝から桓帝にかけてその名を知られていたという。荀淑が死んだ時には村人が挙って彼の祠を建てたという。
荀淑には子が八人おり、上から荀倹（じゅんけん）・荀緄（じゅんこん）・荀靖（じゅんせい）・荀燾（じゅんとう）・荀詵（じゅんしん）・荀爽（じゅんそう）・荀粛（じゅんしゅく）・荀旉（じゅんふ）といった。彼らはいずれも評判がよく、「八龍」と称された。
荀彧の父は次男の荀緄である。荀緄は尚書から済南国の相になった。
荀彧と同時代に活躍した人物としては、荀淑の六男で叔父の荀爽がおり、董卓に取り立てられ司空にまで上るが、董卓の暴政に反感する中で死去した。また、荀淑の3男の荀靖も荀爽と並ぶ名声を持ち、許劭に認められた（皇甫謐『逸士伝』）。
荀彧の従子（ただし、荀彧より年長）には同じく曹操に仕えた荀攸がいる。荀彧の兄弟には荀衍（じゅんえん）・荀諶（じゅんしん） がいる。また、荀彧の従兄である荀悦（じゅんえつ、荀倹の子）は荀彧兄弟や荀攸と並ぶ名声を博した（『荀氏家伝』）。
荀彧が4歳の頃、権勢を振るっていた宦官唐衡の娘との婚姻が決まったとされる。父の荀緄が宦官の権勢に取り入ろうとしたためというが、このため、荀彧も批難を受けるようになったという。しかし、これには裴松之などから疑義も呈されており、宦官側からの圧力があった可能性も示唆している（『典略』）。
荀彧は若い頃に何顒から「王佐の才である」と称揚された。王佐とは徳治を旨とする王道を行なう君主を補佐することである。

### わが子房
南陽の陰修が潁川太守であった時に取り立てられた有能な人物として、荀攸・鍾繇・郭図らと共に名が挙がっている（「鍾繇伝」が引く謝承『後漢書』）。
永漢元年（189年）、董卓が劉弁（少帝）を廃して劉協（献帝）を帝位につけた後、孝廉に推挙され、守宮令（宮中の紙・墨・筆などの管理職）となるが、董卓の乱が起こると亢父の令への転職を願い出て許され、そのまま官を捨てて潁川に帰郷した。桓帝以降、守宮令は宦官が任命する習わしだが、就任には荀彧の姻戚関係が関係しており、彼は宦官・唐衡の養女を妻としていた。
荀彧は戦乱の到来を予感し、故郷から離れることを古老らに説得したが、彼らは故郷を離れることをしぶった。ちょうど同郷の冀州牧（州の長官）の韓馥が騎兵を派遣して荀彧を迎えたので、その招きを受けて自分の一族だけを連れて冀州へと避難した。まもなく故郷は董卓の部将の李傕らの軍勢が襲来し、多くの被害が出た。
荀彧たちが冀州へ辿り着いたときには、韓馥は袁紹により冀州を奪われていた。兄弟の荀諶、それに同郷の辛評や郭図は袁紹に仕え、荀彧も上賓の礼で迎えられたが、荀彧は袁紹は大業を成すことの出来ない人物だと判断した。
このころ、奮武将軍であった曹操が東郡にいたため、荀彧は袁紹の元を去って曹操の元に赴いた。荀彧を迎えた曹操は「わが子房である」と大いに喜んだ。子房とは前漢の張良の字であり、劉邦が智者の張良を幕下に加えて覇をなしたことになぞらえたのである。初平2年（191年）、荀彧が29歳のときである。

### 王佐の才
董卓軍は荀彧の予測通り潁川を蹂躙し、さらに陳留にも及び、多くの者が殺戮された。曹操に董卓への対策を尋ねられた荀彧は、董卓が自滅することを予言し、その通りとなった。
初平3年（192年）、曹操は兗州牧となり、鎮東将軍にも任じられたが、荀彧はその司馬として幕下としてつねに随行した。
興平元年（194年）、曹操が前年に引き続き徐州の陶謙を攻めたとき、荀彧は程昱と共に曹操の根拠地である兗州の留守を任された。しかし、曹操の盟友であったはずの陳留太守張邈と従事の陳宮が呂布を引き込んで謀叛を計画した。荀彧の守る鄄城には張邈から「呂布が曹操の援軍にやって来たので城を開けてくれ」と使者がやってきたが、荀彧はすぐに謀反を見破り、濮陽にいる東郡太守夏侯惇の元へ使者を送って合流させた。このころには兗州の大半が呂布らに呼応して曹操に敵対しており、手元に残された留守の兵力はわずかで、しかもほとんどの軍吏が呂布らに内通している状態であったが、荀彧は呼び寄せた夏侯惇に軍の反乱分子を一掃させ、反乱の芽を摘んだ。ちょうどそのとき、隣国の豫州刺史の郭貢が数万の兵士を率いて荀彧の元を訪れたが、荀彧は夏侯惇の心配を退け郭貢と直接の面談に及び、郭貢を中立な立場にとどめることに成功した。さらに、程昱を派遣して、曹操に味方していた范・東阿の支持を確実なものにするなど、曹操陣営に残った三城を曹操の帰還まで死守した。帰還した曹操に荀彧は程昱の功績を称えた（「程昱伝」）。
曹操は、夏侯惇の留守をついて濮陽を占拠していた呂布と決戦したが、興平2年（195年）夏には大飢饉が発生するなど決着をつけることができなかった。
曹操は徐州の陶謙が病死したことを知ると、徐州を再び攻めると言い出したが、荀彧は「高祖・光武帝が天下を取れたのは自分の根拠地である関中・河内をしっかり治めたからである。まず根拠地である兗州をしっかり治めるべきです」と諫め、さらに徐州が簡単に攻め取れない事情と、呂布の軍は兵糧さえあればあと一歩で打ち破ることができる状況であると述べた。曹操はこれを受け入れ、兵糧が集まると再び呂布と対決してこれを破り、兗州を平定した。
建安元年（196年）、献帝が長安を脱出し、洛陽に逃れてきていた。荀彧は曹操に対してこれを迎え入れるべきだと献言し、曹操はこれを受け入れて献帝を許に迎え入れた。この功績により曹操は大将軍となり、荀彧は侍中・尚書令となった。荀彧は常に中枢にいながら厳正な態度を保ったとされる。曹操は出征して都の外にいるときでも、軍事と国事に関する全てのことを荀彧に相談した。
あるとき、曹操が荀彧に「君に代わってわしのために策を立てられるのは誰か？」と聞くと荀彧は「荀攸と鍾繇です」と答えた。荀彧が多忙であるとき、曹操は常にその二名を幕僚とした。また、これより前に、曹操が策謀を相談できる相手として戯志才を推挙し、その死後は郭嘉を推挙した。
清流派の名士であったその人脈や人物眼から、官僚の推挙や人材発掘（同郡の荀攸・荀悦・鍾繇・戯志才・郭嘉・陳羣・杜襲・辛毗・趙儼、他郡の司馬懿・郗慮・華歆・王朗・杜畿）にも力を発揮した。登用した人材で大臣に昇る者は十数人を数えたという（『荀彧別伝』）。大成しなかった者は厳象や韋康のように、地方での任務のときに落命してしまった者ぐらいであったという。
一方で曹操が楊彪を迫害すると、孔融と共に楊彪のために弁護し、楊彪の取調べにあたった満寵に手心を加えるよう依頼したともいう（「満寵伝」）。また、許都においては後に曹操に反乱した耿紀の家の隣に住んでいた（「杜畿伝」）。

### 官渡の戦い
曹操は呂布や張繡ら周囲の群雄と争いつづけていたが、中でも袁紹の存在は脅威であった。宛で張繡に敗北したとき、袁紹は曹操を見下して礼を欠いた手紙を送った。激怒する曹操を見て、人々は、張繡に敗北したためと見ていたが、荀彧だけは曹操の心を看破しており、曹操の長所と袁紹の短所を並べて説明し、曹操を励ました。曹操は、袁紹が関中に侵入して蜀の地を得れば、自分はとうとう対抗できなくなるのではないかということすら心配していたが、荀彧は「関中の頭目は十以上いますが1つになることは不可能です。韓遂と馬騰一族が最も強いのですが、彼らは山東で戦争が始まったのを見れば、各自軍勢を抱えたまま自分の勢力を保とうとするに違いありません。今、もし恩徳によって彼らを慰撫し、使者を使わして同盟を結べば長期間にわたって安定した状態を保つことはできなくとも、公が山東を平定なさる期間ぐらいは十分釘付けにしておけます。 鍾繇に西方のことをお任せになれば、公のご心配はなくなります」と言ったので、曹操はそのとおりにした。鍾繇は荀彧の期待に応え、巧みな外交によって関中をしばし安定させた。
建安3年（198年）、曹操は張繡と呂布を破り、袁紹と本格的に敵対した。孔融が袁紹陣営の人材の豊富さからくる強さを言い立てるのに対して、荀彧は袁紹陣営の人物それぞれの弱点を事細かに説明した。それすなわち、「袁紹軍は兵数は多いが軍法は整っていない。顔良と文醜の二枚は勇と言うよりか暴に依る大将であり、策略を使えば一度の戦いで生け捕りにできる。田豊は強情で上に逆らい、許攸は貪欲で身持ちが治まらない。審配は独断的で計画性がなく、逢紀は向こう見ずで自分の判断だけで動く」。
実際に建安5年（200年）の官渡の戦いに於いて、荀彧が言った通りの経緯を示した。顔良と文醜は荀攸の策にかかって敗れて殺された。田豊は袁紹に気に入られずに本戦前に投獄され、許攸は栄達が望めなくなったので、情報を持って曹操に投降してきた。審配と逢紀は軍内部の派閥争いを深刻化させ、大戦後に三男袁尚を擁立して、袁軍崩壊の直接の要因を作った。
荀彧自身は官渡の戦いにおいて、洛陽と許都の行政を仕切るために留守を勤め、後方支援に徹していた。途中曹操が弱気になり、引き上げようかと婉曲に荀彧に諮ってきたことがあった。荀彧はこれに対して、項羽と劉邦の兵糧不足の話を引き合いに出し、退却したい曹操の意図を理解しつつもそれに反対し、必ず袁紹軍に変事があって曹操が奇策を用いる時が来ると励ました。はたして袁紹軍は内部分裂を起こし、曹操は奇襲をかけて袁紹軍を敗走させた。
建安6年（201年）、曹操は再度の袁紹との決戦に向けて東平郡の安平県で兵糧を集めたが、十分なものではなかった。曹操は袁紹との決戦は諦めて荊州の劉表を攻めようかと考えたことがあったが、荀彧は今袁紹を叩いておくべきだと反対した。曰く「今、袁紹は敗北を喫し兵士の心は彼から離れておりますゆえ、この困窮に付け込んで、このまま平定してしまうべきです。それを袁紹に背を向け、遥々長江・漢水の流域まで遠征されるとなると、もしも袁紹が残兵を集め留守の間を狙って背後の地に出撃して来たならば、公の覇業成功の機会は失われるでしょう」。
袁紹が病死すると、その子である袁尚と袁譚の兄弟が対立した。曹操がそれに乗じて黄河を渡って袁氏を攻撃すると、袁氏陣営の高幹と郭援が黄河東部から関西を脅かしたが、鍾繇が馬騰らを率いてこれを撃破した。
建安8年（203年）、それまでの功績から万歳亭侯に封ぜられた。荀彧は実戦には従軍していないからとこれを辞退したが、曹操は荀彧の功績は戦場での働きに勝るものと考えており、あえてこれを受けさせようとしたため、荀彧もやっと応じたという（『荀彧別伝』）。
建安9年（204年）、曹操は冀州を奪取し、冀州牧に自身が就任した。ある人から古代の例にならって九州制を復活させてはどうかと勧められたが、荀彧は天下がいまだ安定していない以上、それは時期尚早であるとしてそれに反対した。
曹操は建安12年（207年）までには袁家を滅ぼして華北の大部分を勢力圏に置いた。荀彧の一族である荀攸はその遠征に参謀の筆頭として従軍し、また、荀彧の兄の荀衍は監軍校尉に任じられ冀州の鄴を守備し、大いに活躍し、その功績で列侯に封じられている。
荀彧の領邑は1000戸増やされ合計2000戸となった。また、荀彧の子の荀惲に曹操の娘（安陽公主）が嫁いだ。曹操の荀彧・荀攸に対する待遇は手厚いものであったが、荀彧らは財産を蓄えるようなことをせず、親類や縁者に配り、家には余財は一切なかった。
曹操は荀彧を三公に推薦しようとしたが、荀彧は荀攸を使者に送り何度もこれを辞退したため、曹操はやっとこれを取り下げた（『荀彧別伝』）。

### 最期
建安13年（208年）、曹操は荊州の劉表を討伐しようとして、どのような策を執れば好いか荀彧に尋ねた。 荀彧曰く「現在、中原が平定された以上、南方は追い詰められたことを自覚しておりましょう。公然と宛・葉（しょう）に出兵する一方、間道伝いに軽装の兵を進め、敵の不意を衝くのがよいでしょう」。かくして曹操は出征、折りしも劉表が病死した。曹操は荀彧の計略通り、真っ直ぐに宛・葉まで赴くと、劉表の子の劉琮は州をあげて曹操の軍を迎え降伏した。
しかし、その後曹操は赤壁の戦いで敗れ、退却を余儀なくされた（「武帝紀」）。
建安17年（212年）、董昭らは曹操の爵位を進めて国公とし、九錫の礼物を備えてその際立った勲功を顕彰すべきだと考え、準備を進めていた。
この様な動きに対し荀彧は、儒者の立場から「公（曹操）が義兵を起こしたのは、本来朝廷を救い、 国家を安定させる為であり、真心からの忠誠を保持し、偽りのない謙譲さを守り通してきたのだ、 君子は人を愛する場合徳義による（利益を用いない）ものだ、そのようなことをするのは宜しくない」と、曹操の腹心の中では唯一、断固として反対の姿勢をとった。しかし曹操は次第に、魏公の九錫を受ける意思を明らかにし始めていた。
同年、曹操は孫権征伐に赴いた。この時、曹操は譙における軍の慰労に荀彧を派遣するよう求め、荀彧は持節・侍中・光禄大夫に任じ、曹操の軍事に参画することになった。この時、弓が趣味であった曹丕と弓について談笑したという（「文帝紀」が引く『典論』自叙）。
曹操が濡須まで軍を進めようとした時、病気となり寿春に残留した。そのまま憂悶の内に死去した。50歳であった。諡は敬侯。
この死には謎が多く、自殺とも言われる。『後漢書』『魏氏春秋』では、曹操から贈られた器の中身が空だったために、その意図を「お前はもう用済みだ」と解釈した荀彧は服毒自殺した、とある（「器は空だった」と正直に言っても「中身があった」とごまかしても主君を誹謗した罪を受けるため）。また、『献帝春秋』では、かつて董承が殺害されたとき、伏完から曹操への反乱を仄めかす手紙を送られたことを長期間黙秘しており、それが発覚することを恐れて自己弁明紛いの告発をした為、曹操から疎まれたことが遠因であるともいう。
荀彧の死の翌年に曹操は念願の魏公となり、その後魏王に昇るが数年で病死した。その後曹丕は献帝から帝位の禅譲を受け、皇帝となった。荀彧の死から8年後のことであった。
荀彧の功績は極めて大きかったが、荀攸や鍾繇ら多くの者が魏の功臣として曹操の廟庭に祭られる中、荀彧が祭られることはなかった。裴松之はこのことについて、荀彧が晩年に曹操へ異議を唱え、魏の官位を得ることなく亡くなったからと推測している。

### その子孫
荀彧には名が後世に伝わっている男子が5人おり、上から荀惲（じゅんうん）・荀俁（じゅんぐ）・荀詵（じゅんしん）・荀顗（じゅんぎ）・荀粲（じゅんさん）といった。
嫡子の荀惲が曹操の子である曹植と親しく、曹丕が太子に立てられた後も親交を変えようとしなかったため、曹丕からは快く思われていなかったという。しかし曹丕の妹の安陽公主が荀惲の妻であったこともあり、荀惲が若死した後も曹丕はその子らへ特に寵愛を懸けていたという（『三国志』魏志）。
荀俁の子が荀寓（じゅんぐう）でさらにその子が荀羽（じゅんう）である。また荀惲には少なくとも2子おり、上から荀甝（じゅんかん）・荀霬（じゅんよく）といった。荀霬には3子がおり、上から荀憺（じゅんたん）・荀愷（じゅんがい、字は茂伯。征蜀にも参加）・荀悝（じゅんかい、字は茂仲）といった。また、荀甝の子は荀頵（じゅんいん）、その子が荀崧（じゅんすう）、さらにその子が荀羨（じゅんせん）・荀灌（じゅんかん）、さらに荀羨の孫が荀伯子（じゅんはくし）となっている。末尾も参照。
また兄の荀衍の子が荀紹（じゅんしょう）で、その子が荀融（じゅんゆう）である。荀諶・荀攸の家系については本人の項を参照のこと。
荀彧の事績は他の同時代人物よりも特に多かったためか、単独で列伝は立てられていないにもかかわらず、その伝の記述は極めて多い。

## 三国志演義
小説『三国志演義』においても曹操の懐刀として登場し、事あるごとに曹操に助言・策略を授けている。 曹操の群雄時代には劉備に官職を与えて見返りに呂布を討たせる「二虎競食の計」「駆虎呑狼の計」といった奇計を編み出す。最期は魏公冊立をめぐって曹操と対立し、自害するという結末になっている。
荀彧の初登場は第十回。潁川の清流派の若きホープ荀彧が、甥の荀攸と共に、初平三年（192年）、最初つき従った袁紹のもとを離れ、曹操の傘下に入った。荀彧を得た曹操は、「きみこそ、わしの子房（張良）だ」と、大いに喜んだ。期待にこたえて、荀彧はさっそく程昱・郭嘉・劉曄・満寵・呂虔・毛玠などの知識人を曹操に推挙し、その政権の基盤を固めたのだった。

## 評価
陳羣や孔融は、荀彧をその兄弟や荀攸・荀悦らとともに、「汝・潁地方の人物で彼らと匹敵できる人物はいない」と称賛した（『荀氏家伝』）。
同僚の鍾繇は「（孔子の弟子の）顔回の没後、それに匹敵する徳を備えた唯一の人物である」と称賛した（『荀彧別伝』）。
司馬懿は「書物に書かれていることや、遠方の出来事を見たり聞いたりはしているが、百数十年間に亘って、荀彧殿に及ぶ賢才は存在しない」と評価した（『荀彧別伝』）。
曹操は天子に上表する際に「荀彧の袁紹を亡ぼす時など数多くの謀は、とても私の及ぶところではありません。先に下賜され記録されました爵位は、荀彧のずば抜けた功績に相応しくありません。どうか彼の領邑を古人並にして下さいますように」と称賛した（『荀彧別伝』）。また、「荀尚書令の人物鑑定は、時が経てば経つほど益々信頼に値する。予はこの世を去るまで忘れない」とも語ったという（『荀彧別伝』）。
『三国志』の編者である陳寿は、彼と、年長の甥の荀攸、そして謀士賈詡の三名を、同じ巻に納めている（『三国志魏書巻十』）。陳寿の荀彧に対する評価は「荀彧は涼しげな風貌と王佐の風格、さらに先見の明を備えていた。しかし志を達成することは出来なかった」とある。
『三国志』に注釈を付けた裴松之は、「当時のような乱世を平和に導くために、曹操に協力するほかは無かった。このことにより漢は生きながらえ、民衆は救われた」と絶賛している。また裴松之は賈詡に対して厳しい評価を与えていたので「荀彧や荀攸のような人物を、賈詡などと同列に扱うのはおかしい」と述べている。
禰衡は「曹公（曹操）、荀令君（荀彧）、趙盪寇（趙融）は皆、世にぬきんでた人物と思うが？」と人に聞かれたとき、曹操などそんなに大した人物ではないと答えた上で、「文若（荀彧）は弔問に行くのが、稚長（趙融）は厨房で客を接待するのがお似合いだ」と言った。つまり荀彧は見てくれだけは良いので、葬式の弔問にはぴったりだとからかったが、注者の裴松之は、他人の悪口ばかり言うことで評判だった禰衡も、荀彧の風采の良さだけは認めた実例として挙げているのである（『三国志』「荀彧伝」が引く『平原禰衡伝』）。また『典略』にも、荀彧は風貌が立派であったとあり、陳寿の評にもあるように、その涼しげな風貌は内外で名高かったとされる。
『後漢書』の編者である范曄は「荀彧は天子の政を敬い明らかにし、国難を急ぎ救おうとした。どうして乱にかこつけ義に仮託し、正道を違える謀をなしたといえようか」と評価し、「雄才でなければ乱世に苦しむ人を救うことができず、曹操が功高く勢強ければ帝位は自ずから曹操のもとに移る。荀彧のゆき方と曹操のゆき方とは両立し得ないものだった。そこで荀彧は正しい道を取り、自らを犠牲にして仁義をなした」と論じている。この范曄の撰述姿勢について、清の趙翼は「陳寿が荀彧を魏臣として立伝しているが、范曄が荀彧を漢臣として特に立伝したのは納得のゆくものである」と評価する（『二十二史箚記』巻6・荀彧伝）。
東晋の袁宏の「三国名臣序賛」（『文選』所収）では魏の9人、蜀の4人、呉の7人が名臣として賞賛されており、その中に名を挙げられている。
唐の杜牧は「荀彧は魏武（曹操）に兗州を取ることを勧めた際には、魏武を漢の高祖・光武になぞらえ、官渡で許に還らず踏み留まらせた際には、これを楚漢（の戦いで漢が勝ったこと）になぞらえたのに、事業が成就するに及び、名を漢代に求めようとした。例えるなら、盗人に牆壁に穴を空けさせ、柩を暴かせておきながら、盗人と手を切ったようなものである。（荀彧を）盗人でないといえるだろうか?」と批判した（『資治通鑑』巻66・漢紀58・孝献皇帝辛建安17年10月の条、司馬光による引用）。
その司馬光は「魏武を高祖・光武帝、楚・漢になぞらえたのは、荀彧が実際に言ったことではなく、史家の創作に違いないから、このことは荀彧の罪ではない。魏武が帝となれば荀彧は佐命の功臣として、蕭何と同じ栄誉を受けていたはずであるのに、荀彧はその利に甘んじることなく身を捨ててまで名を求めた」と杜牧に反論している。また司馬光は「漢末の大乱は桓公の頃より甚だしかったのに荀彧は曹操に天下の8割を治めさせた。その功は管仲を超えた。管仲は子糾に殉じず、荀彧は漢に殉じた。その仁は管仲を超えた」とも述べている（同上）。
石井仁は「荀彧は天下統一のため、天子でも利用しようというのだから漢朝の純臣ではない」「天下統一を目標とする荀彧が赤壁の戦いでの敗北以降、形振り構わぬ覇権の追求に向かう曹操に反対したことで、荀彧が切り捨てられた」と評している。

## 子孫
- 荀惲（ウン） - 長男で字は長倩。虎賁中郎将まで昇進し若死。
  - 荀甝（カン） - 荀惲の長男。広陽郷侯・散騎常侍。30歳で逝去。
    - 荀頵（イン） - 荀甝の子。字は温伯。羽林右監まで昇進し若死。
      - 荀崧（スウ） - 荀頵の子。字は景猷。光禄大夫。
        - 荀蕤（ズイ） - 荀崧の子。東晋の建威将軍・呉国内史。
        - 荀羨（セン） - 荀蕤の兄弟。字は令則。東晋の仮節・北中郎将・徐兗二州刺史。
          - 荀猗[11]（イ） - 荀羨の子。秘書郎。
            - 荀伯子（ハクシ） - 荀猗の子で、荀羨の孫。南朝宋の御史中丞で『荀氏家伝』の撰者。
              - 荀赤松[11]（セキショウ） - 荀伯子の子。南朝宋の尚書左丞。

            - 荀昶[11]（チョウ） - 荀伯子の族弟だが、何処から分家したかは不明。南朝宋の中書郎。
              - 荀万秋[11]（バンシュウ） - 荀昶の子。南朝宋の御史中丞。

        - 荀灌（カン） - 荀崧の末娘。315年[12]、襄城郡太守であった父の荀崧が叛将杜曾に城を包囲された時、わずか13歳で救援の使者となることを志願した。数十名の兵とともに反乱軍の包囲を突破し、その追撃も退け、父のかつての部下達へ危機を知らせ、援軍により反乱軍を撤退させた[13]。

  - 荀霬（ヨク） - 荀惲の次男。中領軍。妻は司馬師・司馬昭兄弟の妹。
    - 荀憺（タン） - 荀霬の長男。西晋の少府。
    - 荀愷（ガイ） - 荀霬の次男。西晋の征西大将軍。
    - 荀悝（カイ） - 荀霬の三男。西晋の護軍将軍。
- 荀俁（グ） - 三男で字は叔倩。御史中丞。若死。
  - 荀寓（グウ） - 荀俁の子。字は景伯。西晋の尚書。
    - 荀羽（ウ） - 荀寓の子。西晋の尚書。
- 荀詵（シン） - 五男で字は曼倩。大将軍従事中郎まで昇進し若死。
- 娘 - 陳羣の妻で、陳泰の母。
- 荀顗（ギ） - 六男で字は景倩。司空、後に西晋の太尉。その娘は陳泰の妻。
- 荀粲（サン） - 七男以降で字は奉倩。妻は曹洪の娘。29歳で逝去。
- 当時の字の慣例から、次男に仲倩、四男に季倩、または子に幼倩の字を持つ男子がいると推測される。

## 小説
- 風野真知雄『荀彧 曹操の覇業を支えた天才軍師』PHP研究所、2007年。ISBN 9784569667959。
- 宮城谷昌光『三国志名臣列伝 後漢篇』文藝春秋、2018年。ISBN 9784163907963。